# Juliette de Baïracli Levy
Juliette de Baïracli Levy (Manchester, 11 novembre 1912 – Burgdorf, 28 maggio 2009) è stata una veterinaria e scrittrice britannica, nota per il suo lavoro pionieristico nel campo della medicina veterinaria olistica.
Dopo gli studi in medicina veterinaria presso le Università di Manchester e Liverpool per due anni, Juliette lasciò il Regno Unito per studiare la medicina basata sulle erbe in Europa, Turchia, Nord Africa, Israele e Grecia, vivendo con gli zingari, gli agricoltori e gli allevatori di bestiame e acquisendo così dal vivo le basi della tradizione a base di erbe, in particolare dagli zingari. Sposatasi con il giornalista spagnolo Francisco Lancha Domínguez, ebbe due figli: Luz e Rafik.
Ha scritto numerosi libri sulla fitoterapia e sulla vita nomade in armonia con la natura, oltre ad opere di narrativa e poesia, illustrate da Olga Lehmann. Dopo aver vissuto per qualche tempo sull'isola greca di Kythira, Juliette de Baraïcli Levy ha trascorso l'ultima parte della sua vita in un ospizio a Burgdorf, in Svizzera.

## Opere
- Medicinal Herbs: their use in Canine Ailments, London: A.P.Tayler & Co, 1943.
- Look! The Wild Swans (romanzo), illustrato da Olga Lehmann, London: C.W. Daniel Co.; Manchester: Rochford, Bairacli Books, 1947.
- Puppy Rearing by Natural Methods, New York: Sirius House, 1948.
- The Cure for Canine Distemper, London: Fowler & Co., 1930, (edizione riveduta ed ampliata) 1950.
- The Complete Herbal Handbook For Farm and Stable, London: Faber & Faber, 1952, 1963, 1973, (edizione riveduta e pubblicata come Faber Paperback) 1984, (ristampe) 1988 e 1990, (4ª edizione) 1991, ISBN Paperback 978-0-571-16116-4.
- As Gypsies Wander: Being an account of life with gypsies in England, Provence, Spain, Turkey, London: Faber & Faber, 1962.
- The Bride of Llew (romanzo), illustrato da Olga Lehmann, London: Faber & Faber, 1953.
- Spanish Mountain Life: the Sierra Nevada, London: Faber & Faber, 1955.
- The Complete Herbal Book for the Dog, London: Faber & Faber, 1955, 1975.
- Wanderers in the New Forest, London: Faber & Faber, 1958, ISBN 0-571-77087-8.
- Summer in Galilee, London: Faber & Faber, 1959.
- A Gypsy in New York, London: Faber & Faber, 1962.
- A Herbal Handbook for Everyone, London: Faber & Faber, 1966.
- The Natural Rearing of Children, London: Faber & Faber, 1970.
- The Complete Herbal Handbook for the Dog and Cat, London: Faber & Faber, 1971.
- Traveler's Joy, ISBN 0-87983-651-2.
- Nature's Children, illustrato da Kimberley Eve, ISBN 0-9614620-8-6.
- Common Herbs for Natural Health, illustrato da Heather Wood, ISBN 0-9614620-9-4
- The Yew Wreath, illustrato da Olga Lehmann.
- The Willow Wreath.
- The Cypress Wreath.
- A Gypsy in New York (nuova edizione, ristampa), Woodstock, NY: Ash Tree Publishing, 2011 ISBN 978-1-888123-08-1
- Spanish Mountain Life (nuova edizione, ristampa), Woodstock, NY: Ash Tree Publishing, 2011 ISBN 978-1-888123-07-4
- Summer in Galilee (nuova edizione, ristampa), Woodstock, NY: Ash Tree Publishing, 2011 ISBN 978-1-888123-06-7